# 広島電鉄5200形電車
広島電鉄5200形電車（ひろしまでんてつ5200かたでんしゃ）とは、2019年に登場した広島電鉄の路面電車である。愛称 Green mover APEX（グリーンムーバーエイペックス）。2019年にグッドデザイン賞を受賞した。

## 概要
2018年7月26日に導入が発表された。「未来×スピード」を基本コンセプトとしている。近畿車輛・三菱重工エンジニアリング・東洋電機製造の3社による「U3」が製造を担当し、3社に広島電鉄を加えた4社が共同開発した超低床電車「JTRAM」シリーズの3形式目となる。愛称の「APEX」は「頂点」「極地」などの意味を持つ。
広電が導入する平成最後の車両となった。

## 車両概説

### 車体
5100形 (Green mover max) と同様の、全長30mの5車体連接車で、宮島口方から B、D、E、C、A 車となっている。

### 車内
インテリア・エクステリアともモノトーン基調にグリーンのアクセントとなるデザインが施された。エクステリア面では角を斜めにカットしたグラフィックスによりスピード感を表現し、インテリアでは腰掛けの表布に広島の川の流れをモチーフにしたドットと曲線の図柄が施されている。
車掌を従来の2人から1人に削減し、車掌が減った分のスペースを座席としたため5100形より2名定員が増加した151人の乗車が可能である。5000形、5100形と違い、連結部上部にあった1行分のLEDパネルが廃止され、各ドア上部にフルカラー液晶表示器が設置されている。また双方の運転台すぐ裏には5000形、5100形の運賃表とは違い、1000形同様デジタルサイネージ機能を持つ液晶モニターが設置されている。

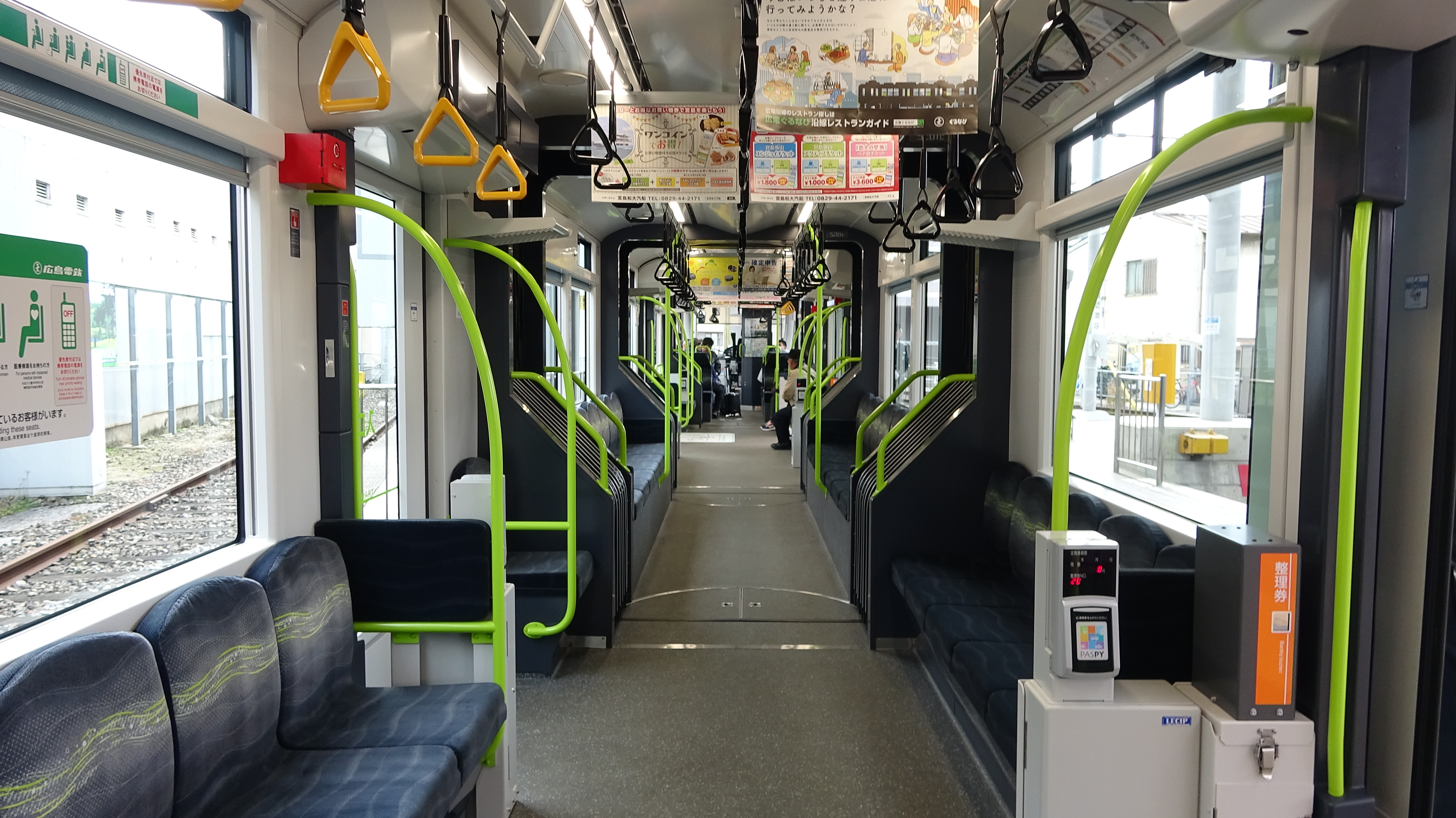
5200形5201号の車内の様子
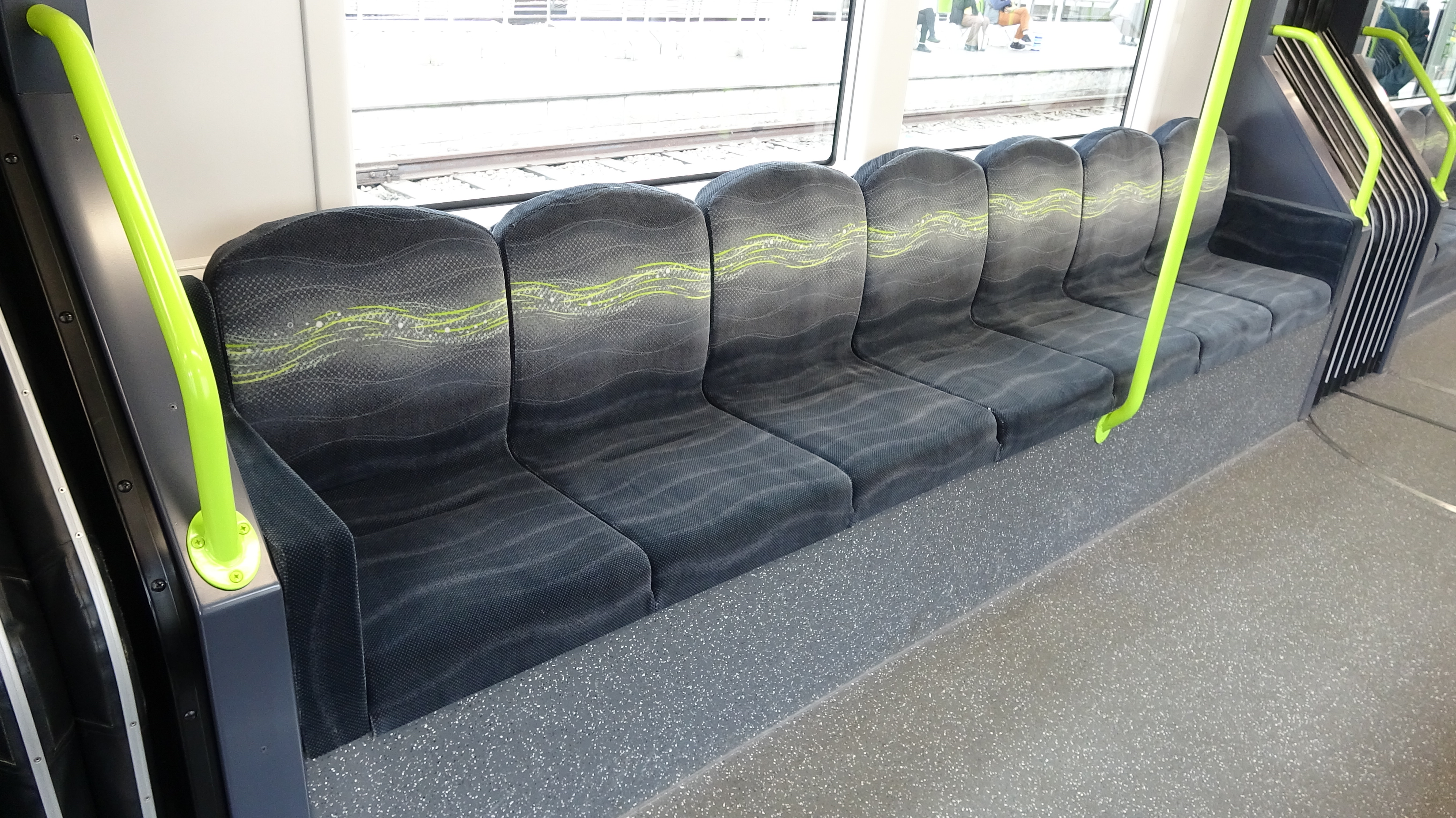
5200形5201号の座席。
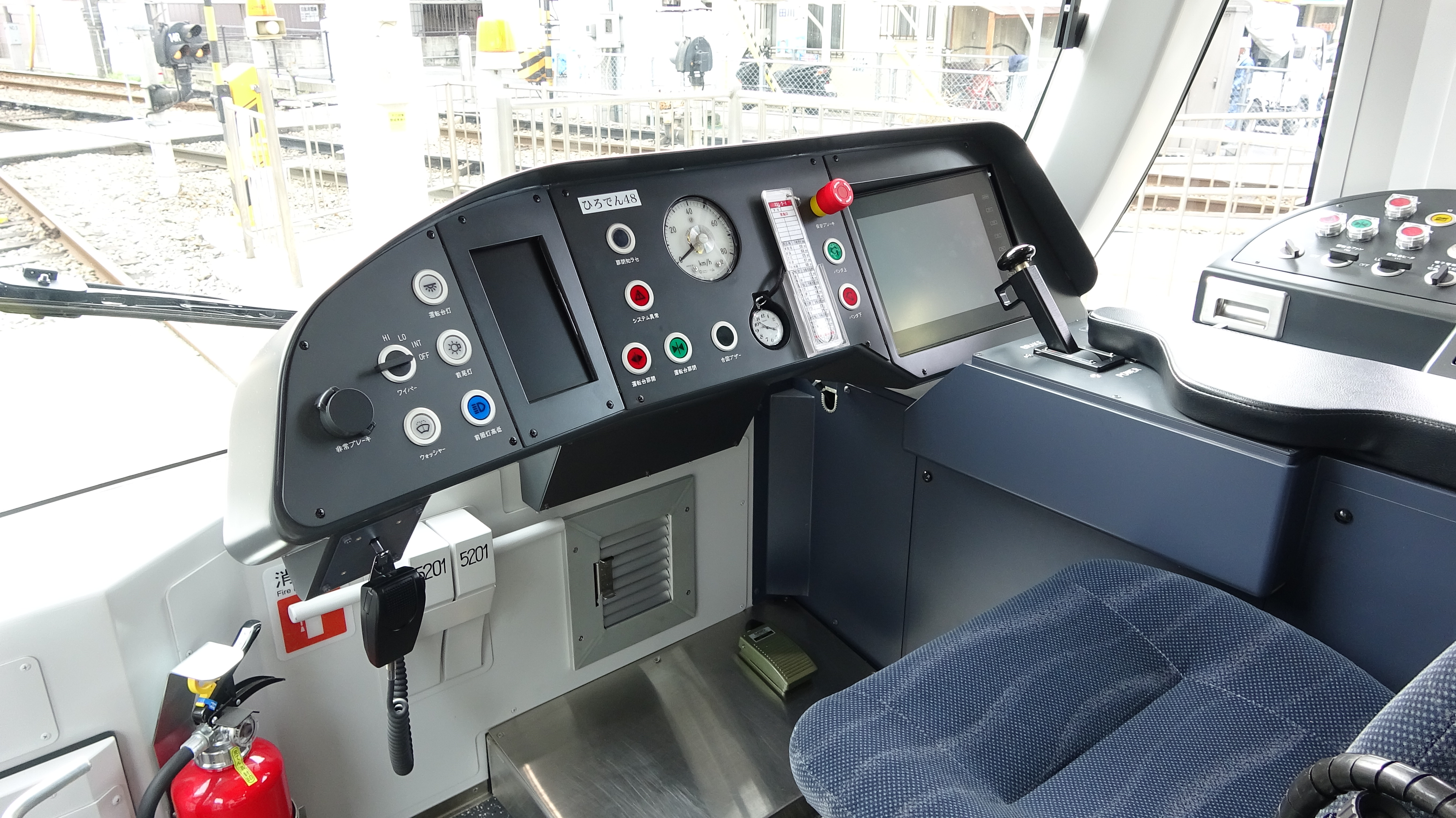
5200形5201号の運転席。左側にある長方形のモニタは電車の左側面をカメラで確認するもの（2か所設置）。

## 各車状況
特記がある場合を除き、2025年8月現在の状態を示す。

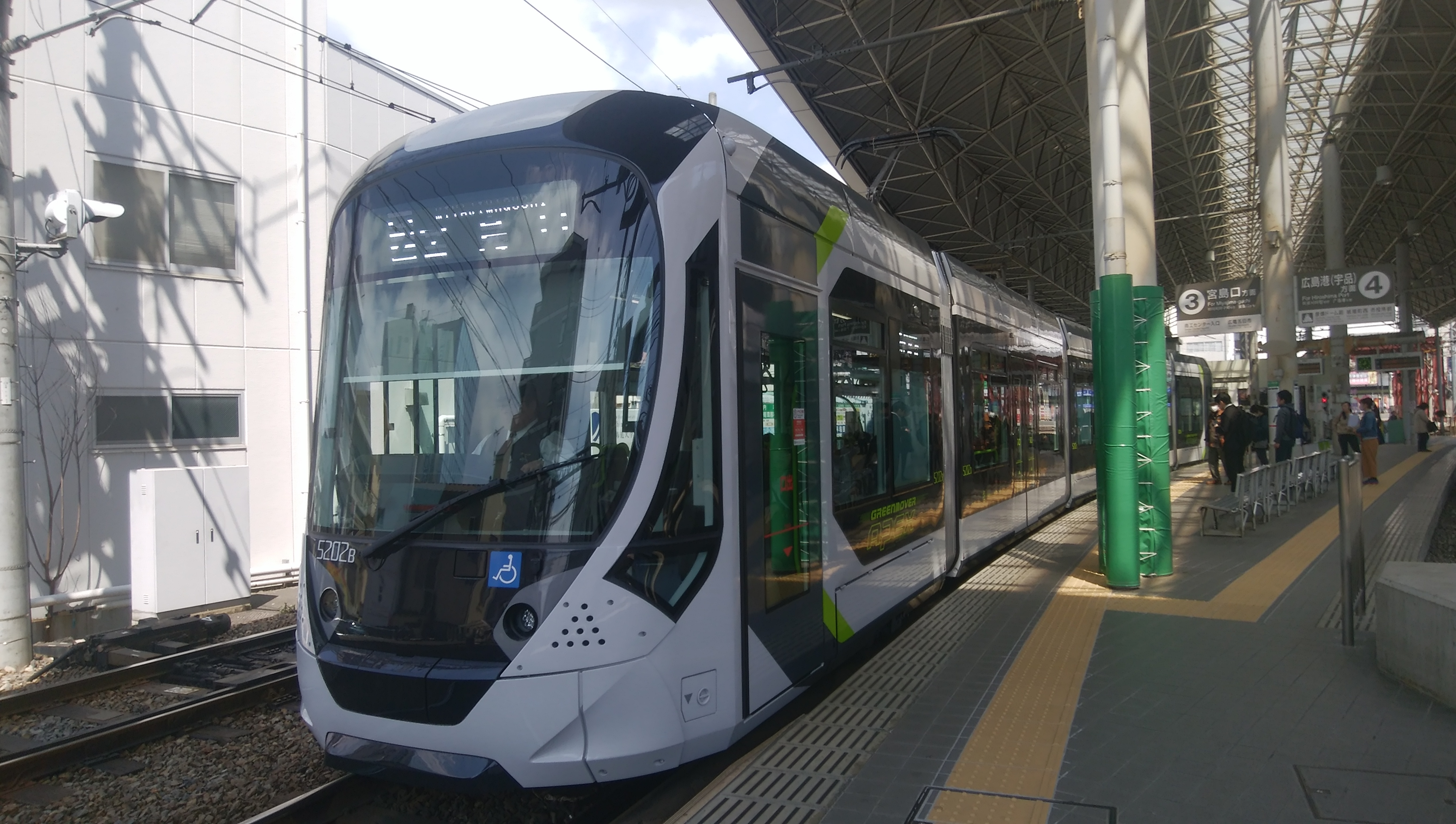
5202号

| 車号 | 竣工      | 営業運行開始日 | 所属     | 塗装                                     | ICカード全扉乗降 サービス対応日 | 備考                                  |
| ---- | --------- | -------------- | -------- | ---------------------------------------- | ------------------------------- | ------------------------------------- |
| 5201 | 2019年1月 | 2019年3月14日  | 荒手車庫 | エイムグループ部分ラッピング             | 2022年4月9日                    | ワンマン化改造                        |
| 5202 | 2019年2月 | 2019年3月25日  | 荒手車庫 | ひろしまゲートパーク 部分ラッピング      | 2022年3月22日                   | ワンマン化改造                        |
| 5203 | 2020年2月 | 2020年3月21日  | 荒手車庫 | アウディ 部分広告ラッピング              | 2022年3月26日                   |                                       |
| 5204 | 2020年2月 | 2020年3月25日  | 荒手車庫 | マツダ「MAZDA MX-30」 部分広告ラッピング | 2022年4月16日                   |                                       |
| 5205 | 2021年2月 | 2021年3月13日  | 荒手車庫 | 標準色                                   | 2022年4月21日                   |                                       |
| 5206 | 2021年3月 | 2021年3月24日  | 荒手車庫 | RANGE ROVER 部分広告ラッピング           | 2023年9月12日                   | 事故から復旧                          |
| 5207 | 2022年2月 | 2022年3月12日  | 千田車庫 | MOBIRYDAYS全面ラッピング                 | 2022年4月28日                   | 5200形初の市内線で運用 ワンマン化改造 |
| 5208 | 2023年2月 | 2023年2月28日  | 千田車庫 | 広島県軽自動車協会部分ラッピング         | 2023年2月21日                   | 初代全面ラッピング車両 ワンマン化改造 |
| 5209 | 2024年2月 | 2024年3月28日  | 千田車庫 | イオンモール広島府中部分ラッピング       |                                 | ワンマン化改造                        |
| 5210 | 2025？    | 2025年3月8日   | 千田車庫 | 標準色                                   |                                 |                                       |
| 5211 | 2025？    | 2025年3月15日  | 荒手車庫 | クオーレグループ 全面ラッピング          |                                 |                                       |

- 5202号

## 運用
2019年2月1日、広島市中区江波にある江波車庫に搬入され、組み立てを行った後、宮島線・市内線で試運転が行われ、同年3月14日に5201号が広電宮島口駅で出発式を行い、2号線（広島駅 - 広電宮島口間）で営業運転を開始した。2019年3月25日には5202号が投入され、同じく宮島線で運用を開始。
2020年に入ると3月6日には5203号が、3月13日には5204号がそれぞれ江波車庫にそれぞれ搬入され、荒手車庫に移動の上試運転の後、同年3月26日から2編成共宮島線で運用を開始している。平日の朝ラッシュのみ、宮島口方面→広電本社前の運用及びその折り返しの3号線（広電本社前→広電西広島（己斐））に就くこともある。千田車庫配置の5207・5208・5209・5210号は、搬入後、宮島線や市内線で試運転を行った後、1号線を中心に朝ラッシュには5号線の運用に入ることもある。

### 注記
1. ↑  2018年1月1日に三菱重工業の交通システム製品の製造を継承。
2. ↑  広島電鉄では「これまでの系譜とは異なる」と説明しているが、「モノトーンにグリーンのアクセント」のカラーパターンは、1000形 (GREEN MOVER LEX) のエクステリアデザインにも採用されている。